# Салій Іван Миколайович
Іва́н Микола́йович Салій (2 листопада 1943, Іржавець, Ічнянський район — 26 вересня 2020, Київ) — український громадський діяч, співзасновник сучасної Києво-Могилянської академії, народний депутат України І та III скликань, у 1992—1993 роках — представник Президента України у місті Києві — голова Київської міської державної адміністрації. Член ЦК КПУ в 1990—1991 р. Кандидат економічних наук. Член Національної спілки журналістів і Національної спілки письменників України.

## Біографія
Народився 2 листопада 1943 року в селі Іржавець Ічнянського району Чернігівської області у селянській родині.
Має вищу освіту, кандидат економічних наук, захистив дисертацію на тему «Розвиток управління соціально — економічним комплексом великого міста (на прикладі Києва)», розробив авторський курс «Муніципальна власність».

## Освіта
У 1961 році закінчив Смілянський технікум харчової промисловості, трудову діяльність розпочав теплотехніком, слюсарем та начальником зміни на цукрових заводах Черкаської та Київської областей.
У 1972 році закінчив Київський політехнічний інститут на факультеті хімічного машинобудування, за фахом — інженер-механік.Також закінчив Вищу партійну школу при ЦК КПУ.

## Кар`єра
1962—1965 рр. — проходив військову службу на Балтійському флоті. Член КПРС з 1965 року.
197—1975 рр. — працював майстром, начальником виробничої — диспетчерського бюро котельного цеху заводу «Ленінська кузня».
1975—1979 рр. — перебував на партійній роботі.
1975 року — інструктор.
1976 року — завідувач промислово — транспортного відділу Подільського райкому Компартії України.
1979 року — головний інженер дослідного заводу торговельного машинобудування ВО «Київторгмаш».
З серпня 1979 року по грудень 1982 року — другий секретар Подільського райкому партії міста Києва.
1982 року — заступник завідувача відділу машинобудівної та хімічної промисловості Київського міського комітету КПУ.
У грудні 1983 року по 1990 рік — перший секретар Подільського райкому КПУ в місті Києві.
1990—1992 рр. — голова Подільської районної ради народних депутатів та Подільського райвиконкому, депутат Верховної Ради України першого скликання.
Балотувався на посаду голови виконкому Київради І скликання — 1990—1994 рр., проте набрав лише 15 голосів із 300 і не був обраний
З 20 березня 1992 року по 12 квітня 1993 року — представник Президента України у місті Києві, голова Київської міської державної адміністрації.
В 1993 році — префект університету «Києво-Могилянська академія».
1995—1996 рр. — після звільнення на громадській роботі, працював керівником Контрольної служби Президента України.
1996—1997 рр. — радником Прем'єр-міністра України.
1997—1998 рр. — був Президентом Асоціації народних депутатів.
1998 року — керівник Центру розвитку міст, першим заступником виконавчого директора Асоціації міст України.
У березні 1998 року — кандидат в народні депутати України (виборчий округ № 220, зайняв 2-ге місце).
1999—2000 рр. — заступник голови Київської міської державної адміністрації, голова Комітету транспорту КМДА.
Заслужений працівник транспорту України — грудень 2000 року.
Був обраний Народним депутатом України, виборчим округом N 221, м.Київ у червні 2000 року. Під час виборів, обіймав посаду заступника голови Київської міськдержадміністрації. Після виборів, приєднався до фракції ПРП "Реформи-Конґрес" у липні 2000 року, де перебував до 4 грудня того ж року. З квітня по травень 2001 року, залишався поза межами жодної фракції. Пізніше, а саме у травні 2001 року, став членом ґрупи "Трудова Україна". де був до листопада. З листопада, обіймав посаду уповноваженого представника фракції партії "Єдність" та одночасно був членом Комітету  з питань будівництва, транспорту і зв'язку. Склав свої повноваження, в якості депутата, у квітні 2002 року.
Член групи «Трудова Україна» травень — листопад 2001 року.
Орден «Знак Пошани». Почесна грамота КМ України — грудень 2001 року.
Член парламентського Комітету з питань будівництва, транспорту і зв'язку.
У червні 2002 року по листопад 2003 року — заступник голови Київської міської державної адміністрації, начальник Головного управління транспорту.
Орден «За заслуги» III ст. — червень 2003 року.
З грудня 2003 року по жовтень 2004 року — перший заступник Міністра транспорту України у зв'язках з Верховною Радою України.
2004—2005 рр. — довірена особа кандидата на посаду Президента України Віктора Ющенка в ТВО № 225.
У березні 2006 року — кандидат у народні депутати України від Громадянського блоку «Пора—ПРП», № 308 в списку (блок до парламенту не пройшов).
З квітня 2006 року — депутат Київської міської ради від «Громадянського блоку ПОРА-ПРП».
З травня 2006 року — радник Київського міського голови — виконувач обов'язків заступника голови Київської міської державної адміністрації (основні функції та напрямки роботи — Головне управління транспорту, зв'язку та інформатизації).
Голова Громадського об'єднання «Вибір», Президент благодійного Фонду Івана Мазепи, Президент Громадської організації «Енергополіс».
З 2008 року — голова Асоціації «Всеукраїнський союз виробників будівельних матеріалів та виробів».
З 2009 року — голова Комітету підприємців-виробників будівельних матеріалів та виробів при Торговельно-промисловій палаті України.

## Особисте життя
Дружина — Салій Валентина Петрівна, 1947 року. Мав двох синів.
Захоплення — систематизація та конспектування праць з проблематики м. Києва та міст України, городництво.
Помер 26 вересня 2020 року у місті Києві. Похований на Байковому кладовищі (ділянка № 42а).

## Творчість

### Книги
- «Я повертаюсь» (1993),
- «Як подолати кризу та приниження? Дещо про регіональну політику України» (1998),
- «Обличчя столиці в долях її керівників» (2003),
- навчальний посібник «Українські міста: питання власності і муніципального управління» (2001),
- літературно-документальне видання «Крах партійного колоса» (2007),
- «Іржавець — моє рідне село» (2009).

Автор дванадцятисерійного телевізійного проєкту «Обличчя столиці в долях її керівників» (2003).

## Відзнаки
- 1986 рік — «Знак Пошани».
- 2000 рік — «Заслужений працівник транспорту України»[8].
- 2001 рік — нагороджено Почесною грамотою Кабінету Міністрів України з врученням пам'ятного знака за вагомий особистий внесок у забезпечення розвитку місцевого самоврядування і сумлінну працю.
- Нагороджено орденом Святого Рівноапостольного князя Володимира Великого III ступеня.
- У 2003 році за сумлінну працю, вагомий особистий внесок у розвиток цивільного будівництва, дострокове введення в дію станцій «Академмістечко» і «Житомирська» Святошино-Броварської лінії Київського метрополітену нагороджено орденом «За заслуги» III ступеня[9].
- Рішенням Президії Міжнародної Кадрової Академії нагороджено золотою медаллю «За ефективне управління» за особистий внесок у створення прогресивних управлінських структур та розвиток сучасної інфраструктури міста Києва.
- Відзнака Президента України — ювілейна медаль «25 років незалежності України» (2016)[10].